# Voleibol sentado nos Jogos Pan-Arábicos de 2007
O voleibol sentado nos Jogos Pan-Arábicos de 2007 foi disputado nos dias 12 e 13 de novembro de 2007, no Cairo, entre quatro seleções.
A modalidade é disputada em uma quadra de 10x6 metros e a rede com 1,15 metros de altura para o masculino e 1,05 metros para o feminino. O sistema de pontuação e regras é semelhante ao voleibol tradicional, com a possibilidade de se bloquear o saque durante a partida. Apenas o torneio masculino é disputado nos Jogos Parapan-americanos.

## Medalhistas
| Med / | País     | Med / | País     | Med /  | País   |
| Ouro  | Marrocos | Prata | Jordânia | Bronze | Iraque |

## Fase final
|  | Semifinal      | Semifinal      |              |                | Final           | Final           |  |
|  |                |                |              |                |                 |                 |  |
|  | 12 de novembro |                |              |                |                 |                 |  |
|  | Iraque         | 0 [17 19 11]   |              |                |                 |                 |  |
|  | Jordânia       | 3 [25 25 25]   |              |                |                 |                 |  |
|  |                |                |              |                |                 |                 |  |
|  |                |                |              |                | 13 de novembro  |                 |  |
|  |                |                |              |                | Jordânia        | 0 [12 12 14]    |  |
|  |                | Marrocos       | 3 [25 25 25] |                |                 |                 |  |
|  |                |                |              |                |                 |                 |  |
|  |                |                |              |                |                 |                 |  |
|  |                |                |              |                | 3° lugar        |                 |  |
|  | 12 de novembro | 12 de novembro |              | 13 de novembro | 13 de novembro  |                 |  |
|  | Líbia          | 0 [24 15 23]   |              | Iraque         | 3 [25 23 25 25] |                 |  |
|  | Marrocos       | 3 [26 25 25]   |              |                | Líbia           | 1 [15 25 10 13] |  |

### Semifinal
12 de novembro, 2007
| Iraque | 0 - 3 (17:25, 19:25, 11:25) | Jordânia |  |

12 de novembro, 2007
| Líbia | 0 - 3 (24:26, 15:25, 23:25) | Marrocos |  |

### Disputa do bronze
13 de novembro, 2007
| Iraque | 3 - 1 (25:15, 23:25, 25:10, 25:13) | Líbia |  |

### Final
13 de novembro, 2007
| Jordânia | 0 - 3 (12:25, 12:25, 14:25) | Marrocos |  |

## Classificação final
| Pos.   | Equipe   | Campanha (V-D) |
| ------ | -------- | -------------- |
| Ouro   | Marrocos | (2-0)          |
| Prata  | Jordânia | (1-1)          |
| Bronze | Iraque   | (1-1)          |
| 4      | Líbia    | (0-2)          |